# Dsp2杂化
dsp2杂化是指一个原子内的一个n-1d轨道、一个ns轨道和两个np轨道发生杂化的过程。原子发生dsp2杂化后，上述n-1d轨道、ns轨道和np轨道便会转化成为四个等价的杂化轨道，称为“dsp2杂化轨道”。四个dsp2杂化轨道存在于同一平面上，且对称轴两两之间的夹角相同，皆为90°，故dsp2杂化也称为“平面正方形杂化”。dsp2杂化一般发生在分子形成过程中。杂化过程中，能量相近的d轨道、s轨道和p轨道发生叠加，不同类型的原子轨道重新分配能量并调整方向。
一般只有过渡金属元素才能发生dsp2杂化。以[PtCl4]2-中的二价铂离子（Pt2+）为例：处于基态的Pt2+（电子排布式为：[Xe]4f145d8），它的一个空的5d轨道、一个空的6s轨道和两个空的6p轨道进行dsp2杂化，形成四个dsp2杂化轨道。该过程中Pt2+的轨道排布变化情况如下图所示（图中灰色的配位电子对由4个氯离子提供）：